# 曹樓
曹樓（1544年—？），字世登，號近陽，直隸徽州府歙縣人，明朝政治人物，隆慶辛未進士。官至江西參政。

## 生平
隆庆元年（1567年）丁卯科應天府鄉試第三名舉人。隆慶五年（1571年）辛未科三甲一百三十八名進士。兵部觀政，给假终养。萬曆三年（1575年）授户部主事，九年歷升員外郎、郎中。十一年升官四川提学副使，十四年升江西布政使司右參政，分守湖東道，卒于官。

## 墓地
曹楼墓在结林高山。

## 家族
曾祖曹觀，舉人；祖父曹禎，舉人；父曹文修（1484年-1572年），名演，以字行，號西爽，贈户部貴州司郎中；嫡母方氏、生母張氏。严侍下。兄曹柷。